# Ролети

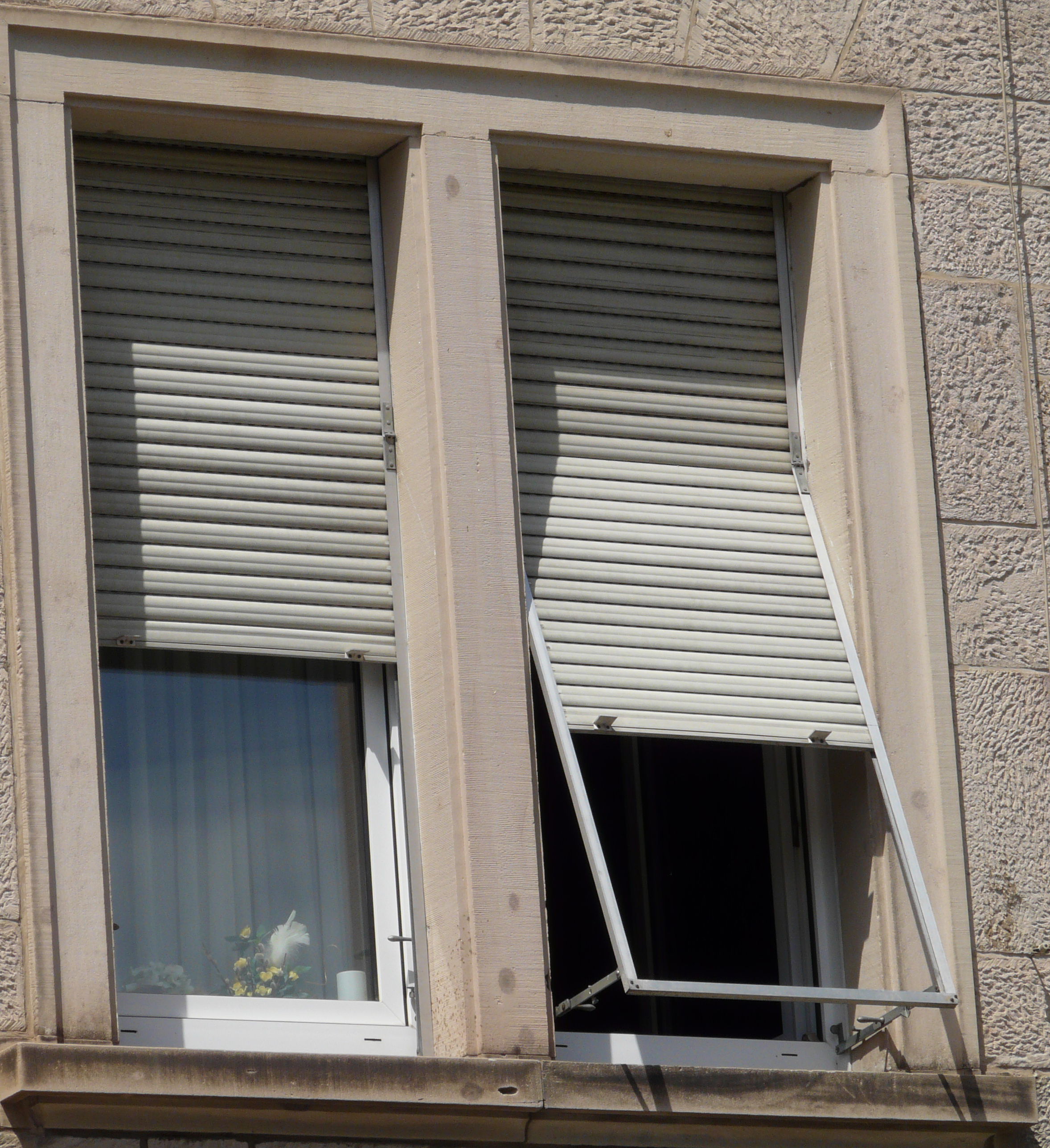
Ролети на вікнах

Роле́ти, однина роле́та (від пол. roleta < фр. roulette — «рулон»), ролокасе́ти — різновид жалюзі, виконаних у вигляді рулону, двох напрямних і пластин між ними. Використовуються замість віконниць, дверей і воріт.
Захисні ролети монтуються у віконні, дверні та гаражні отвори та призначені для захисту приміщення від злому, несприятливих погодних умов, шуму, пилюки, світла і сторонніх очей.
У чомусь вони можуть бути схожі за виглядом з деякими видами жалюзі, проте основна їхня функція — захист для вікон, вхідних дверей квартир та магазинів. Зазвичай ролети встановлюються ззовні для захисту скла від розбиття і безпосередньо від проникнення зловмисників.

## Переваги
Переваги захисних ролет порівняно із ґратами:
- Їх неможливо перекусити гідравлічними ножицями як ґрати.
- Вони не псують зовнішній вигляд будівлі, тому що можуть бути підняті в денний час, або навіть сховані в стіні отвору (захисні ролети із прихованим коробом).
- Завдяки широкій гамі кольорів відмінно гармонізують з кольором фасаду.
- Зменшують витрати на опалення, економлячи приблизно 30 % тепла.
- Захищають від зовнішнього шуму.

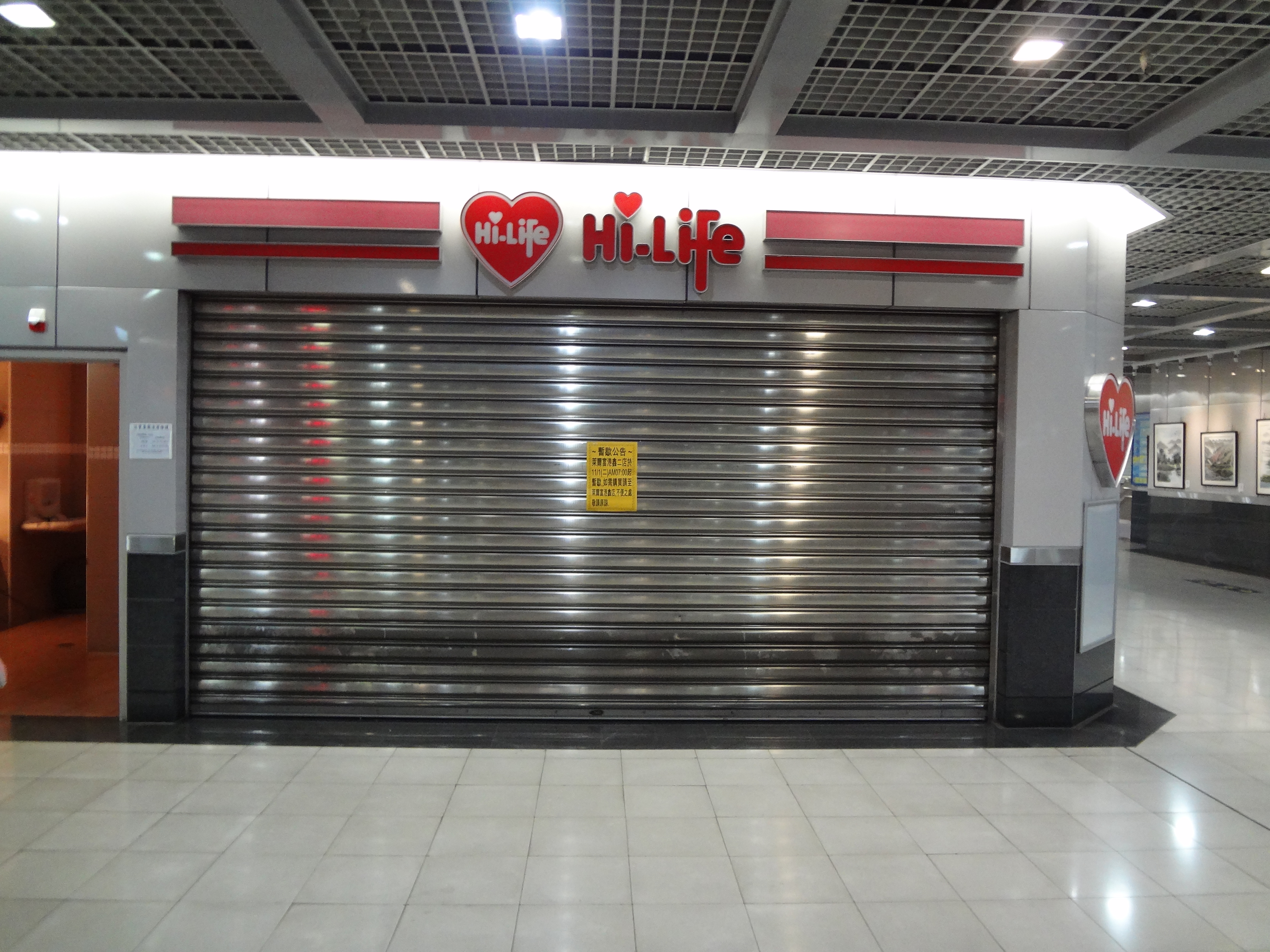
Ролета в торговельному центрі

Використання ролет може бути різним. За опускання і піднімання можуть відповідати різні механізми як з ручним приводом так і з електричним. Також можуть використовуватися різні способи передачі обертання від людини на сам рулон, так і розміщення в самому рулоні ролети електричного двигуна.
На сьогодні важко знайти гідну альтернативу захисним ролетам, і цей факт легко пояснити, якщо врахувати всі функціональні можливості, які мають сучасні ролети. Такі конструкції поєднують у собі масу функцій, що включають захист від сонця і світла, шуму, зламів. Ролети ефективні також в як захист приміщень від непотрібних сторонніх поглядів. Поряд з цим, ролети мають і суто практичні переваги перед звичайними віконницями або іншими конструкціями даного типу. Перш за все, ролети практичні. Їх зручно мити, вони практично не вимагають профілактичного обслуговування, надзвичайно рідко ламаються.
При цьому слід зазначити, що ролети можуть бути як механічними, так і автоматичними. Ролети, обладнані автоматичним двигуном, надзвичайно зручні у використовуванні, адже для того щоб відкрити або закрити автоматичні ролети, достатньо натиснути на кнопку пульта керування. Ролети і рулонні ворота мають великий попит як серед приватних осіб, так і серед промислових підприємств.

## Історія виникнення захисних ролет
Засувки-віконниці з'явилися ще в Стародавній Греції. Вони виготовлялися з мармуру (дещо пізніше — з деревини) і використовувалися як захист від тропічної спеки і сонячних променів, а також для вентиляції приміщень.
Концепція жалюзі поширилася по всьому Середземномор'ю. Пізніше вони отримали поширення в Європі. У середні століття міцні віконниці, збиті з дощок із залізними прутами, використовувалися як засіб захисту від небажаних вторгнень і холоду.
У XV столітті широко розповсюдилося використання скляних шибок, що відповідно призвело до трансформації жалюзі від суворої функціональності до декоративного аксесуара.
На півдні США багаті землевласники використовували жалюзі, щоб прикрасити і вентилювати свої будинки. Наступним етапом розвитку цього напряму став захист вікон від ураганів і торнадо. Саме тоді і з'явилися захисні ролети в їх сучасному розумінні.

## Властивості захисних ролет та воріт ролетного типу
Захисні ролети і рулонні ворота захищають приміщення або територію від проникнення сторонніх осіб. Забезпечують захист від сонячного світла, деякою мірою — шумоізоляцію і теплоізоляцію.

## Особливості захисних ролет
Захисні ролети — металеві жалюзі, які відкриваються вертикально або під кутом, закручуючись вгору або вниз у вигляді рулону. Крім традиційних прямокутних форм, сучасні ролети можуть в точності повторювати форми вікон і дахів зимових садів (арочні, трикутні). Часто ролетами оснащують вікна на перших поверхах будинків, вікна касових приміщень. Похилими ролетами закривають дах у зимових садів і інших світлопрозорих конструкцій. Використовують ролети також як офісні перегородки, а іноді — як самостійні елементи інтер'єру.

## Переваги захисних ролет
Захисні ролети надійно захищають скло, на відміну від металевих решіток. Розбити скло, захищене ролетами, практично неможливо.
Звичні ще з радянських часів масивні чавунні чи залізні решітки на вікнах та дверях зжили себе, а дерев'яні або сталеві віконниці вже давно стали частиною історії. Замість них все більше споживачів віддають перевагу представницьким, легким і естетичним ролетним системам, використання яких надає ряд незаперечних переваг.
Невибагливі в експлуатації, ролети практично не вимагають профілактичного обслуговування і надзвичайно рідко мають потребу в ремонті. Вони практичні, прості, безпечні і довговічні. А широкий асортимент аксесуарів привносить у використовування цього механізму ще більше зручності.

## Види ролетних систем
На сьогоднішній день існує кілька різновидів ролетних систем. Це захисні ролети на вікна та двері, ролетні ворота та ролетні ґрати.
- Захисні ролети на вікна та двері стрімко завоювали популярність у дбайливих господарів і ділових людей. Безпека, довговічність, компактність, естетичність і легкість в управлінні дозволили їм стати невід'ємним елементом фасаду сучасних будівель.
- Ролетні ворота за принципом своєї роботи ідентичні до захисних ролет, проте вони зроблені з ширших і міцніших профілів. Вони ідеально підходять для таких об'єктів, як приватні гаражі, торговельні центри, торгово-розважальні комплекси, виробничі та складські приміщення. На відміну від інших типів воріт, ролетні ворота економлять простір, не залежать від розміру перемички та інженерної інфраструктури будівлі. При цьому вони дешевші й компактніші, ніж аналоги.
- Ролетні ґрати являють собою захисні ролети з рядом отворів привабливої форми. Вони вдало поєднують у собі необхідну міцність і привабливий зовнішній вигляд. Ролетні решітки є ідеальним рішенням для магазинів і бутиків; торгових центрів і павільйонів; офісів і банків; кафе і ресторанів; підземних гаражів і паркінгів.

## Конструкція ролет

Намотування ролети на вал

Всі захисні ролети схожі конструкційно. Вони складаються з наступних елементів:
- Ролетних полотно (складається з ролетного профілю — ламелів, які можуть мати різну довжину і ширину, а також може бути виконаний з різних матеріалів);
- Вал (на нього намотується ролетне полотно, як правило, порожнистий усередині, виготовляється з оцинкованої сталі октогональної форми);
- Захисний короб (захищає комплектуючі від зовнішніх факторів; представлений різними типорозмірами, вибір яких залежить від вживаних комплектуючих; конструкція захисного короба передбачає можливість технічного обслуговування ролети);
- Бічні кришки (формують «ребра жорсткості» для захисного короба та в першу чергу прикрашають зовнішній вигляд ролети);
- Напрямні (по них рухається ролетне полотно).

## Матеріал і колірна гамма
Ламелі ролет можуть виготовлятися з алюмінію, сталі і пластику. Використання кожного матеріалу має певні переваги, однак перевага надається алюмінію.
Алюмінієві профілі, на відміну від сталевих, забезпечують відсутність корозії протягом усього терміну служби ролетних систем. Вони покриваються декількома шарами порошкової фарби гарячого сушіння. Навіть після багаторічної інтенсивної експлуатації, сонячного й атмосферного впливу алюмінієві рольставні відмінно виглядають і функціонують.
Широкий спектр пропонованих колірних рішень народжує необмежену кількість варіантів практичного застосування ролетних систем. Кремовий, слонова кістка, зелений мох, червоний рубін, золотий дуб…залежно від архітектурного стилю і колірного оформлення фасаду будівлі можна знайти індивідуальне рішення для кожного випадку.

## Встановлення та монтаж захисних ролет
Нині існують ролети з накладним та вбудованим коробом.
Основною особливістю ролет з накладним коробом є їх універсальність. Вони можуть бути встановлені на будь-якому етапі будівництва, навіть у тих випадках, коли реконструкція фасаду неможлива. Такі захисні ролети мають широкий ряд типорозмірів, що забезпечує можливість їх монтажу на прорізи великих, середніх та малих розмірів. При цьому тип вікна і двері не має значення.
Ролети з вбудованим коробом — це ролети із прихованим в отворі будівлі захисним коробом. Передня частина короба покривається штукатуркою або іншими оздоблювальними матеріалами. У результаті ролетні системи гармонійно вливаються в екстер'єр будівлі, не перевантажуючи фасад додатковими конструкціями.
Такі захисні ролети поєднуються з будь-яким архітектурним стилем і вигідно підкреслюють бездоганний вигляд фасаду. Щоб скористатися всіма перевагами «невидимих» ролет, необхідно запланувати їх установку на етапі будівництва будівлі або під час реконструкції. Ролети також можуть бути встановлені усередині будівлі.

## Профілі для ролетних систем
Одним з основних елементів ролетних системи, що визначають її функціональні характеристики, є профіль, з якого виконано ролетних полотно.
Існують два способи виробництва ролетних профілю — метод роликового вальцювання та метод продавлювання (екструзії).
Ролетні профілі роликового вальцювання виробляються на спеціальних лініях, в яких алюмінієва або сталева смуга товщиною 0,3-0,5 мм прокатується через послідовну кількість валиків, наповнюється пінополістиролом та отримує форму ролетного профілю. Такі профілі є оптимальними з точки зору шумоізоляції, теплоощадження та міцності.
Екструдовані ролетні профілі виробляються шляхом продавлювання розплавленого алюмінію через формувальний інструмент (екструзійну голівку). Такі профілі відрізняються підвищеною міцністю. Досить велика товщина стінок (1,0-1,5 мм) і наявність поперечного ребра жорсткості дозволяють використовувати їх для виробів, де вимоги до міцності особливо високі.

## Управління захисними ролетами

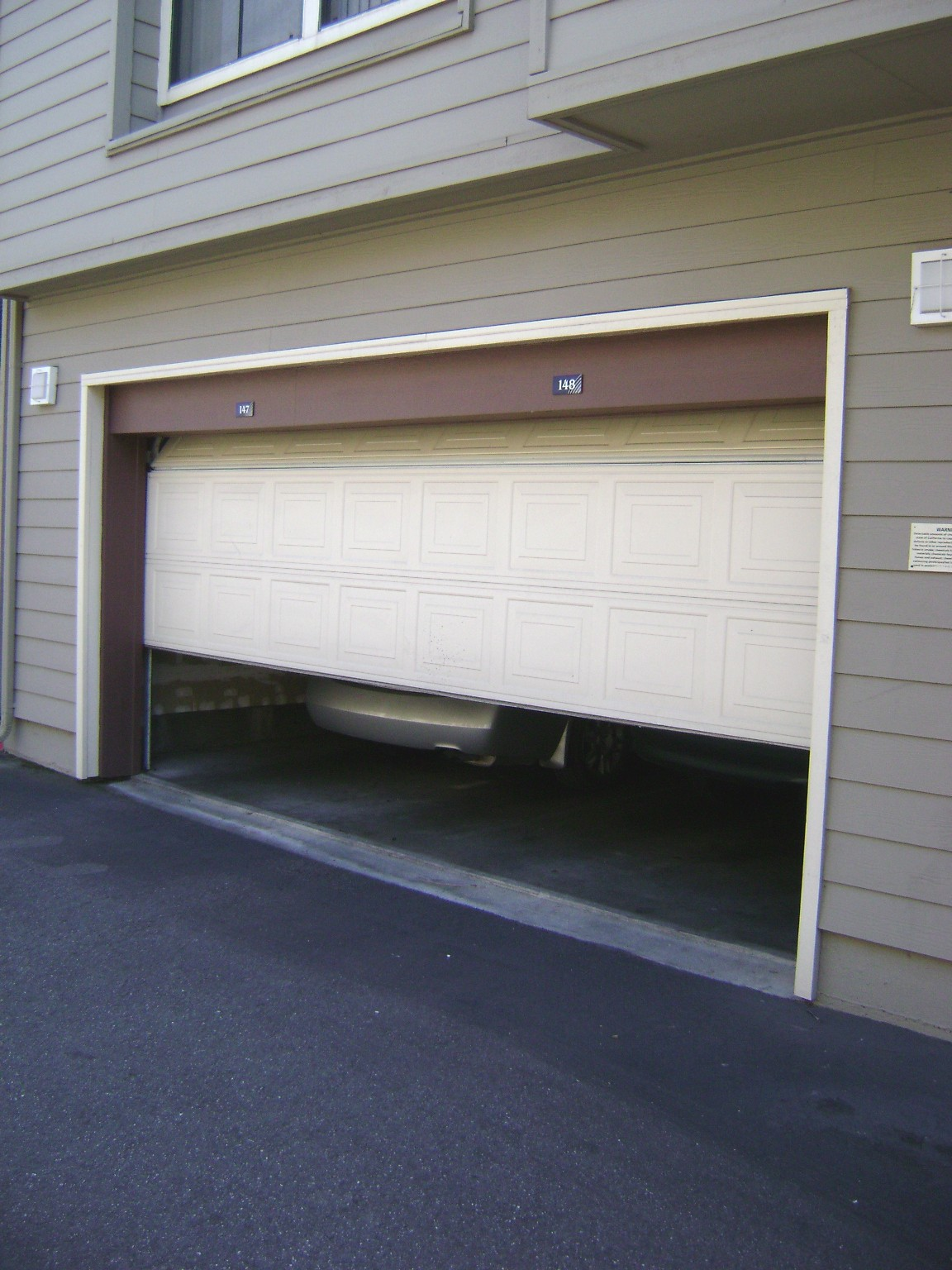
Ролета гаража

Принцип, за яким здійснюються підйом і опускання ролетних систем, відіграє важливу роль при їх виборі.
Управління ролетами може здійснюватися вручну (наприклад, за допомогою механічних приводів різних типів) або автоматично — за допомогою електродвигунів.
Управління ролетами за допомогою ручного приводу зручно для приміщень з кількома невеликими вікнами. Вручну зручно управляти ролетами масою не більше 30-35 кг.
Електродвигуни підходять для управління ролетами будинках з великою кількістю вікон. Автоматика відкриває або закриває одну або кілька ролет в приміщенні, окремому поверсі або цілому будинку натисканням кнопки.